# Jeanne-d'Arc (métro de Toulouse)
Pour les articles homonymes, voir Jeanne d'Arc (homonymie).

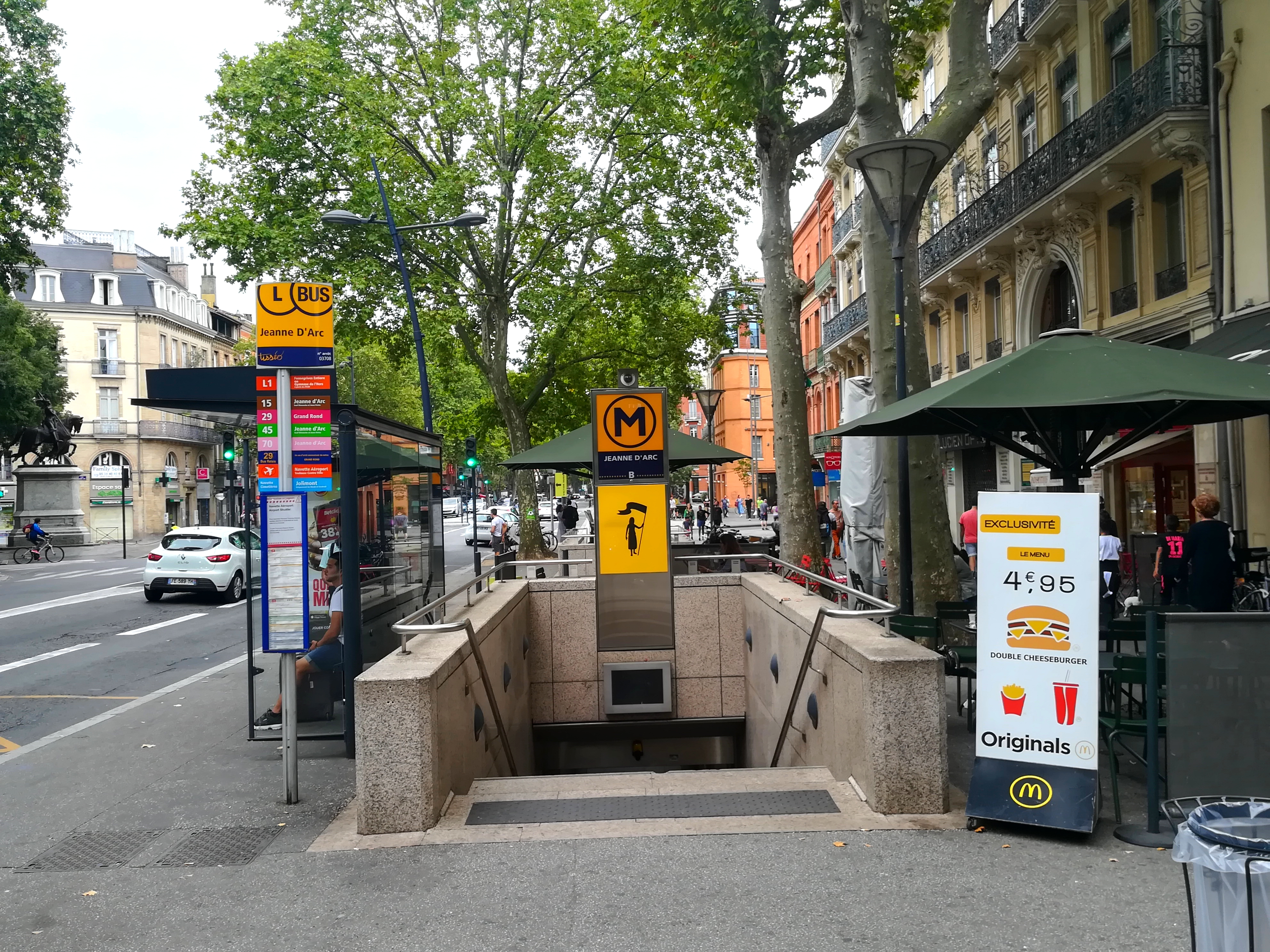
Bouche d'accès à la station et arrêt de bus situé en bordure du boulevard de Strasbourg.

Jeanne-d’Arc est une station de la ligne B du métro de Toulouse. Elle est située boulevard de Strasbourg, à la frontière des quartiers Les Chalets, Matabiau et Arnaud Bernard dans le centre-ville de Toulouse. 
Elle est ouverte en juin 2007, comme le reste de la ligne B.

## Situation sur le réseau
La station est située sur la ligne B du métro de Toulouse, entre les stations Compans-Caffarelli au nord et Jean-Jaurès au sud.

## Histoire
Lors de son inauguration le 30 juin 2007, cette station était équipée d'un quai à 11 portes qui ne lui permettait que de recevoir des rames à deux voitures. Elle porte le nom de Jeanne d'Arc, une héroïne de l'histoire de France.
En 2018, 4 164 768 voyageurs sont entrés dans la station, ce qui en fait la 7ème station la plus fréquentée sur 37 en nombre de validations.

## Services aux voyageurs

### Accès et accueil
Les deux entrées de la station sont situées en face l'une de l'autre, sur les trottoirs du boulevard de Strasbourg, et à proximité de la gare routière Tisséo.
La station est équipée de guichets automatiques permettant l'achat des titres de transports.

### Desserte
Comme sur le reste du métro toulousain, le premier départ de la station est à 5 h 15, le dernier départ est à 0 h du dimanche au mercredi et à 3 h le jeudi,vendredi et samedi.

installations
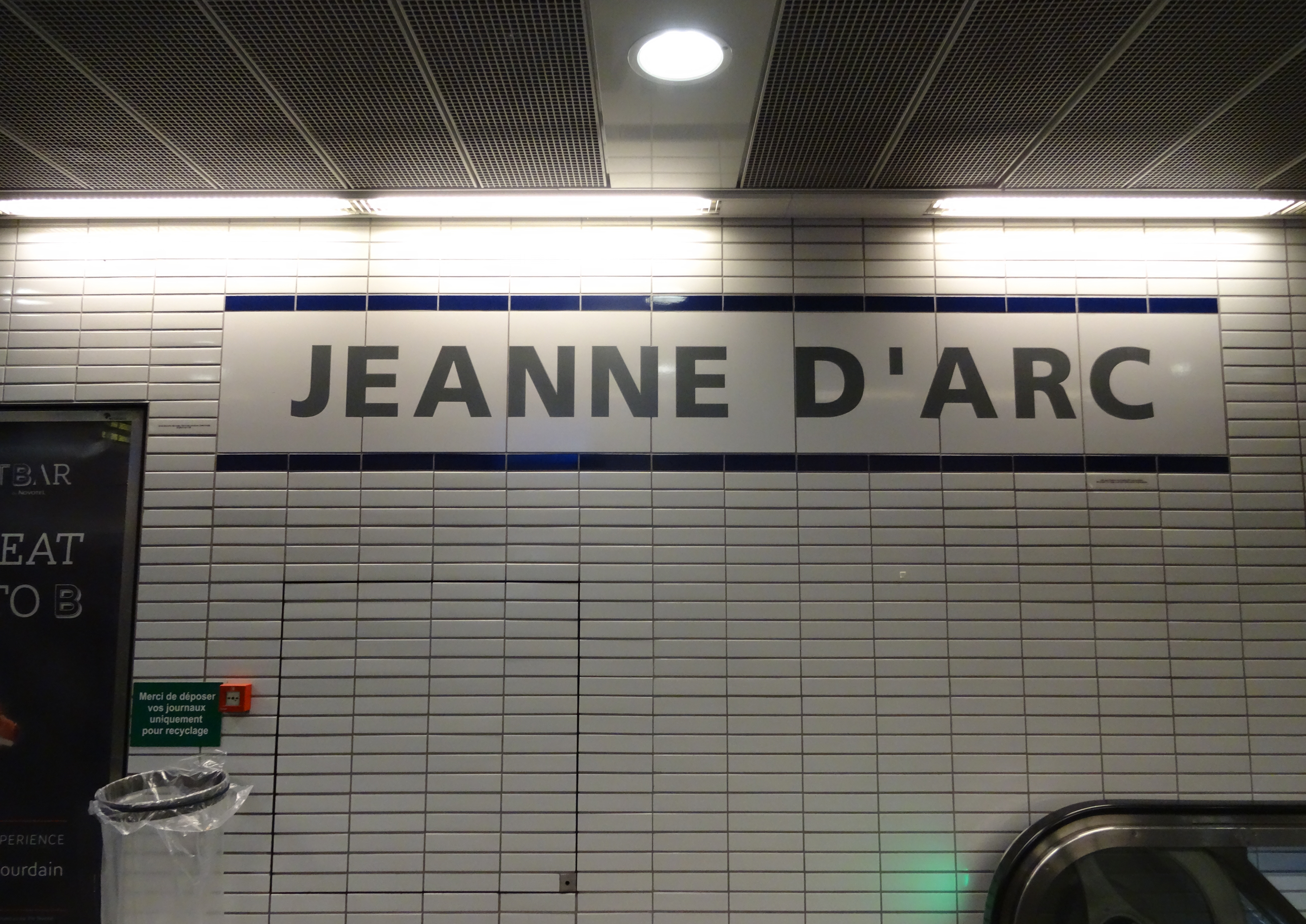
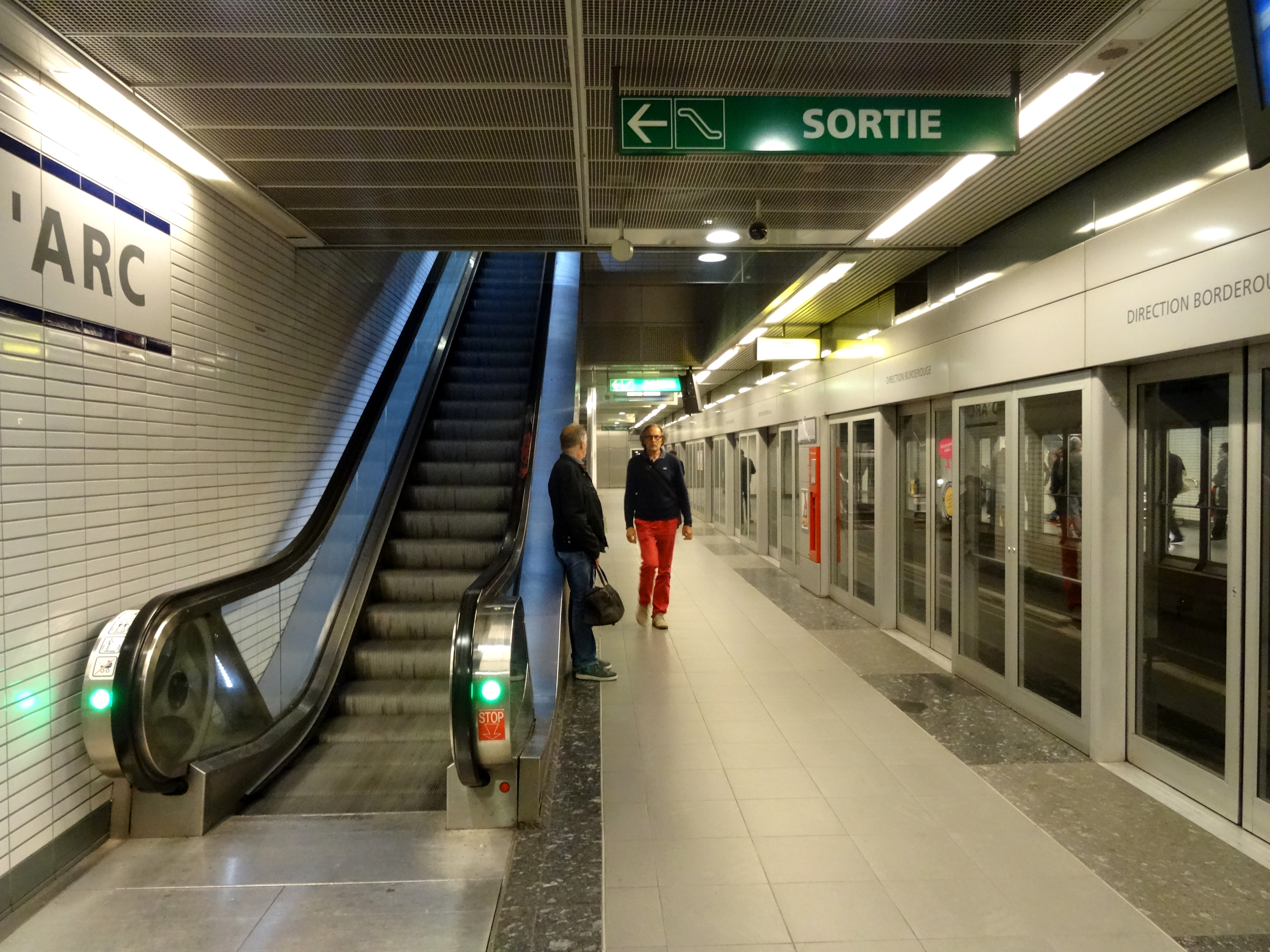

### Intermodalité
Jeanne-d'Arc est un véritable pôle d'échanges entre de nombreuses lignes provenant des quartiers nord de Toulouse et le centre-ville, ayant leurs terminus à la gare routière de la station.
La station est desservie par les Linéo L1 ,les lignes 15, 23, 29, 39, 45, 70, Aéroport, Cimetières, Noctambus et Centre-Ville du réseau Tisséo.
Jusqu'en 2022, elle était également desservie par les lignes 318, 319, 357, 358, 359, 361, 364, 380 et 383 du réseau Arc-en-Ciel. 
Cette correspondance s'effectue soit au niveau du boulevard de Strasbourg, soit au niveau de la gare routière, qui est située en face des accès aux stations.

## L'art dans la station
Architecte = LCR Architectes
Œuvre d'art réalisée par Sophie Calle. Des messages défilent sur un écran. Ces messages sont écrits par des personnes qui aimeraient revoir une personne aperçue par hasard sur le réseau. Ces messages peuvent être écrits depuis le site : transport amoureux
Pour fêter la première année de la ligne B, Tisséo s'associe à l'agence de design global toulousaine KLD-Design ainsi qu'à l'artiste local Chat Maigre pour habiller huit cabines d'ascenseurs de la ligne, dont celle de Jeanne d'Arc.

## À proximité
- Basilique Saint-Sernin
- Musée Saint-Raymond
- Place Jeanne-d'Arc
- Lycée Saint-Sernin
- Lycée Ozenne
- Cinémathèque de Toulouse
- Cinémas ABC
- Marché de plein vent
- Bibliothèque municipale (Bibliothèque d'étude et du patrimoine)
- Station VélôToulouse n° 35, 1 rue Raymond IV